# Élections locales grecques de 2019

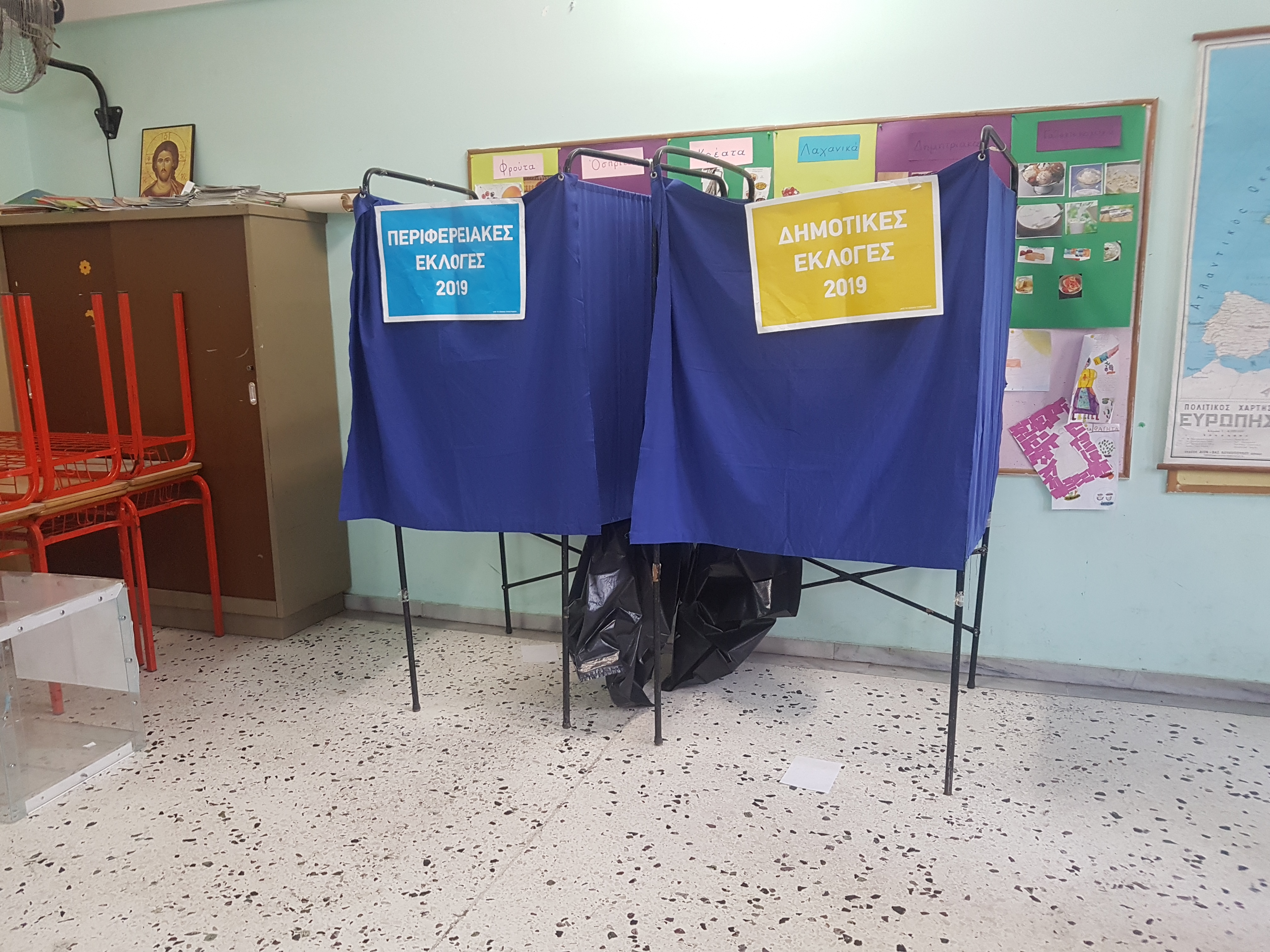
Isoloirs aux élections locales grecques de 2019

Les élections locales grecques de 2019 ont eu lieu les 26 mai et 2 juin 2019 afin d'élire les conseils des 13 périphéries (régions) et des 325 dèmes (municipalités) ainsi que leurs dirigeants.
Ces élections voient la victoire écrasante du parti de droite Nouvelle démocratie, qui remporte la mairie de la capitale Athènes ainsi que la quasi-totalité des régions, au cours d'un scrutin faisant figure de test avant les élections législatives du mois suivant.

## Contexte

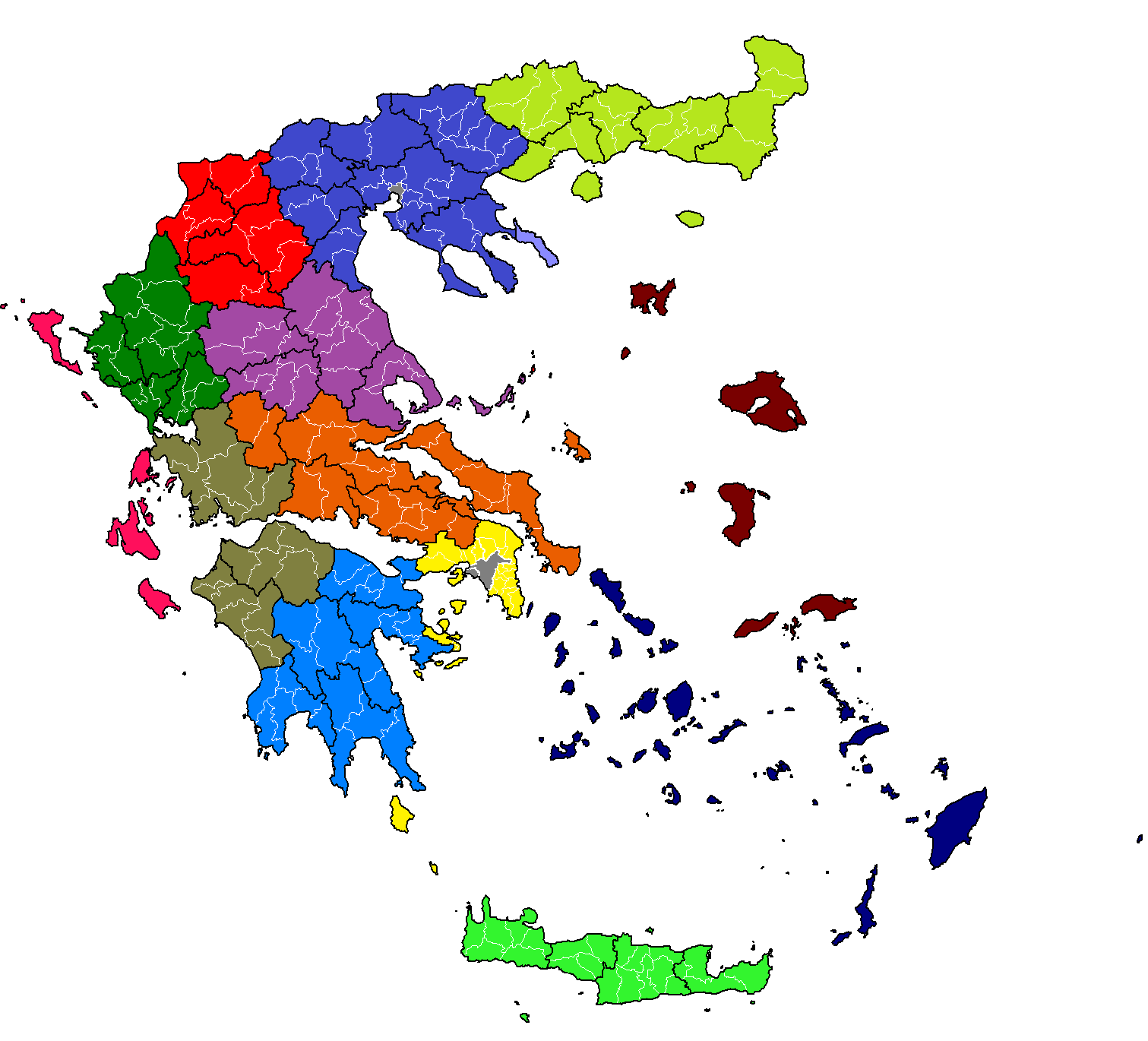
Les périphéries.

Le Programme Kallikratis est une réforme faite en 2010 et qui crée des conseils régionaux avec des gouverneurs à leurs têtes.
Il y a 13 périphéries :
- Macédoine-Orientale-et-Thrace
- Macédoine-Centrale
- Macédoine-Occidentale
- Thessalie
- Épire
- Îles Ioniennes
- Grèce-Occidentale
- Grèce-Centrale
- Attique
- Péloponnèse
- Crète
- Égée-Méridionale
- Égée-Septentrionale

## Résultats[3]

### Gouverneurs élus
| Régions                       | Gouverneurs sortants   | Gouverneurs sortants | Gouverneurs sortants | Gouverneurs élus           | Gouverneurs élus | Gouverneurs élus |
| ----------------------------- | ---------------------- | -------------------- | -------------------- | -------------------------- | ---------------- | ---------------- |
| Attique                       | Réna Doúrou            |                      | SYRIZA               | Giórgos Patoúlis           |                  | ND               |
| Crète                         | Stávros Arnaoutákis    |                      | Drassi               | Stávros Arnaoutákis        |                  | KINAL            |
| Égée-Méridionale              | Giorgos Hadjimarkos    |                      | SE                   | Georgios Chatzimarkos      |                  | ND               |
| Égée-Septentrionale           | Christiana Kalogirou   |                      | ND                   | Kostas Moutzouris          |                  | ND               |
| Épire                         | Alexandros Kachrimanis |                      | ND                   | Alexandros Kachrimanis     |                  | ND               |
| Grèce-Occidentale             | Apóstolos Katsifáras   |                      | SE                   | Nektarios Farmakis         |                  | ND               |
| Grèce-Centrale                | Kóstas Bakoyánnis      |                      | ND                   | Fanis Spanos               |                  | ND               |
| Îles Ioniennes                | Theodoros Galiatsatos  |                      | SYRIZA               | Rodi Kratsa Tsagkaropoulou |                  | ND               |
| Macédoine-Centrale            | Apostolos Tzitzikostas |                      | ND                   | Apostolos Tzitzikostas     |                  | ND               |
| Macédoine-Occidentale         | Theodoros Karypidis    |                      | SE                   | Geórgios Kassapídis        |                  | ND               |
| Macédoine-Orientale-et-Thrace | Giorgos Pavlidis       |                      | ND                   | Metios Christos            |                  | ND               |
| Péloponnèse                   | Petros Tatoulis        |                      | SE                   | Panagiotis Nikas           |                  | ND               |
| Thessalie                     | Konstantinos Agorastos |                      | ND                   | Konstantinos Agorastos     |                  | ND               |

### Attique
Geórgios Patoúlis (ND) est élu et bat l'ancienne présidente Réna Doúrou (SYRIZA)
| Parti | Parti                     | Candidats               | 1er tour | 1er tour | 2d tour | 2d tour | Total des sièges | +/- |
| Parti | Parti                     | Candidats               | %        | +/-      | %       | +/-     | Total des sièges | +/- |
| ----- | ------------------------- | ----------------------- | -------- | -------- | ------- | ------- | ---------------- | --- |
|       | ND                        | Geórgios Patoúlis       | 37,63    | 23,55    | 65,79   | Nv.     | 38 / 101         | 31  |
|       | SYRIZA                    | Eirini Dourou           | 18,71    | 5,09     | 34,21   | 16,61   | 20 / 101         | 41  |
|       | KINAL                     | Ioannis Sgouros (el)    | 17,40    | 4,71     |         |         | 17 / 101         | 5   |
|       | KKE                       | Ioannis Protoulis       | 8,28     | 2,38     | 8 / 101 | 3       |                  |     |
|       | XA                        | Ilías Panayiótaros      | 5,59     | 5,54     | 6 / 101 | 0       |                  |     |
|       | Aucun                     | Georgios Dimitrou       | 2,80     | Nv.      | 3 / 101 | 3       |                  |     |
|       | Recréer la Grèce - Drassi | Thanos Tzimeros (el)    | 2,67     | 0,30     | 3 / 101 | 1       |                  |     |
|       | Mouvement Vert            | Nikolaos Papadakis      | 1,79     | Nv.      | 2 / 101 | 2       |                  |     |
|       | ANTARSYA                  | Kostantinos Toulgaridis | 1,77     | 0,32     | 2 / 101 | 1       |                  |     |
|       | Unité populaire           | Mariana Tsichli         | 1,37     | Nv.      | 1 / 101 | 1       |                  |     |
|       | Aucun                     | Andreas Kourtis         | 0,97     | Nv.      | 1 / 101 | 1       |                  |     |

### Crète
Stávros Arnaoutákis (PASOK) est réélu gouverneur.
| Parti | Parti           | Candidats                 | 1er tour | 1er tour | Total des sièges | +/- |
| Parti | Parti           | Candidats                 | %        | +/-      | Total des sièges | +/- |
| ----- | --------------- | ------------------------- | -------- | -------- | ---------------- | --- |
|       | SYRIZA + KINAL  | Stávros Arnaoutákis       | 60,78    | 1,01*    | 31 / 51          | 6   |
|       | SYRIZA + KINAL  | Stávros Arnaoutákis       | 60,78    | 1,01*    | 31 / 51          | 6   |
|       | ND              | Alexandros Markogiannakis | 26,52    | 0,31     | 14 / 51          | 3   |
|       | KKE             | Emmanouil Syntychakis     | 6,35     | 0,64     | 3 / 51           | 2   |
|       | Unité populaire | Michail Kritsotakis       | 2,22     | Nv.      | 1 / 51           | 1   |
|       | XA              | Georgios Spyropoulos      | 2,07     | 1,25     | 1 / 51           | 0   |
|       | ANTARSYA        | Georgios Piagkalakis      | 2,06     | 0,29     | 1 / 51           | 0   |

*par rapport à l'addition du résultat de Stávros Arnaoutákis et du candidat soutenu par SYRIZA à l'élection précédente

### Égée-Méridionale
Georgios Chatzimarkos (ND) est réélu gouverneur
| Parti | Parti          | Candidats             | 1er tour | 1er tour | 1er tour | +/- |
| Parti | Parti          | Candidats             | %        | +/-      | Sièges   | +/- |
| ----- | -------------- | --------------------- | -------- | -------- | -------- | --- |
|       | ND             | Georgios Chatzimarkos | 53,61    | 17,90    | 27 / 51  | 4   |
|       | SYRIZA + KINAL | Emmanouil Glynos      | 33,70    | 15,32    | 17 / 51  | 1   |
|       | SYRIZA + KINAL | Emmanouil Glynos      | 33,70    | 15,32    | 17 / 51  | 1   |
|       | KKE            | Ioannis Ntouniadakis  | 5,81     | 2,11     | 3 / 51   | 1   |
|       | Aucun          | Charalampos Kokkinos  | 3,74     | Nv.      | 2 / 51   | 2   |
|       | XA             | Nikolaos Attitis      | 3,14     | 2,59     | 2 / 51   | 0   |

### Égée-Septentrionale
Konstantinos Moutzouris est élu gouverneur et devance Christiana Kalogirou au second tour.

| Parti | Parti           | Candidats               | 1er tour | 1er tour | 2d tour | 2d tour | Total des sièges | +/- |
| Parti | Parti           | Candidats               | %        | +/-      | %       | +/-     | Total des sièges | +/- |
| ----- | --------------- | ----------------------- | -------- | -------- | ------- | ------- | ---------------- | --- |
|       | ND              | Christiana Kalogirou    | 30,60    | 0,91     | 44,60   | 8,41    | 13 / 41          | 12  |
|       | ND              | Konstantinos Moutzouris | 24,36    | Nv.      | 55,40   | Nv.     | 10 / 41          | 10  |
|       | KINAL           | Panagiotis Christofas   | 19,63    | Nv.      |         |         | 8 / 41           | 8   |
|       | KKE             | Stavros Tassos          | 10,54    | 4,14     | 4 / 41  | 1       |                  |     |
|       | SYRIZA          | Konstantinos Moutzouris | 10,37    | 9,00     | 4 / 41  | 0       |                  |     |
|       | Unité populaire | Efstratios Georgoulas   | 2,89     | Nv.      | 1 / 41  | 1       |                  |     |
|       | ANTARSYA        | Nikolaos Manavis        | 1,62     | 0,76     | 1 / 41  | 0       |                  |     |

### Épire
Alexandros Kachrimanis (el) (ND) est réélu dès le premier tour.
| Parti | Parti           | Candidats                   | 1er tour | 1er tour | Total des sièges | +/- |
| Parti | Parti           | Candidats                   | %        | +/-      | Total des sièges | +/- |
| ----- | --------------- | --------------------------- | -------- | -------- | ---------------- | --- |
|       | ND              | Alexandros Kachrimanis (el) | 57,10    | 6,27     | 29 / 51          | 2   |
|       | SYRIZA          | Georgios Zapsas             | 14,84    | 9,74     | 7 / 51           | 3   |
|       | Aucun           | Spyridon Rizopoulos         | 9,76     | Nv.      | 5 / 51           | 5   |
|       | KINAL           | Dimitrios Dimitriou         | 7,92     | Nv.      | 4 / 41           | 4   |
|       | KKE             | Georgios Prentzas           | 6,03     | 2,02     | 3 / 51           | 0   |
|       | ANTARSYA        | Nikolaos Zikos              | 1,80     | 1,14     | 1 / 51           | 0   |
|       | Unité populaire | Konstantinos Noutsopoulos   | 1,34     | Nv.      | 1 / 41           | 1   |
|       | XA              | Konstantinos Anagnostou     | 1,21     | 2,73     | 1 / 51           | 1   |

### Grèce-Occidentale
Le gouverneur sortant Apostolos Katsifaras est battu par Nektarios Farmakis.
| Parti | Parti           | Candidats                     | 1er tour | 1er tour | 2d tour | 2d tour       | Total des sièges | +/- |
| Parti | Parti           | Candidats                     | %        | +/-      | %       | +/-           | Total des sièges | +/- |
| ----- | --------------- | ----------------------------- | -------- | -------- | ------- | ------------- | ---------------- | --- |
|       | ND              | Nektarios Farmakis            | 36,96    | 20,11    | 56,54   | 7,04          | 19 / 51          | 14  |
|       | SYRIZA + KINAL  | Apostolos Katsifaras          | 32,93    | 9,87     | 43,46   | 7,04          | 17 / 51          | 14  |
|       | SYRIZA + KINAL  | Apostolos Katsifaras          | 32,93    | 9,87     | 43,46   | 7,04          | 17 / 51          | 14  |
|       | KINAL           | Konstantinos Spiliopoulos     | 12,21    | Nv.      |         |               | 6 / 51           | 6   |
|       | KKE             | Nikólaos Karathanasópoulos    | 8,05     | 0,75     | 4 / 51  | 2             |                  |     |
|       | Unité populaire | Vasileios Chatzilamprou       | 3,30     | Nv.      | 2 / 51  | 2             |                  |     |
|       | XA              | Andreas Nikolakopoulos        | 2,69     | 5,13     | 1 / 51  | 1             |                  |     |
|       | OP              | Konstantinos Papakonstantinou | 2,47     | 0,26     | 1 / 51  | en stagnation |                  |     |
|       | ANTARSYA        | Christos Kosinas              | 1,39     | 0,65     | 1 / 51  | en stagnation |                  |     |

### Municipales à Athènes
|                          |                                          |                          |              |              |              |             |               |        |               |  |  |  |  |
| Parti ou coalition       | Parti ou coalition                       | Candidat                 | Premier tour | Premier tour | Premier tour | Second tour | Second tour   | Sièges | +/-           |  |  |  |  |
| Parti ou coalition       | Parti ou coalition                       | Candidat                 | Voix         | %            | +/-          | Voix        | %             | Sièges | +/-           |  |  |  |  |
|                          | Nouvelle Démocratie (ND)                 | Kóstas Bakoyánnis        | 88 921       | 42,65        | 25,73        | 96 660      | 65,25         | 21     | 17            |  |  |  |  |
|                          | Coalition de la gauche radicale (SYRIZA) | Nasos Iliopoulos         | 35 403       | 16,98        | 3,02         | 51 487      | 34,75         | 8      | 3             |  |  |  |  |
|                          | Mouvement pour le changement (PASOK)     | Pávlos Geroulános        | 27 504       | 13,19        | 7,87         |             |               | 6      | 23            |  |  |  |  |
|                          | Aube dorée (XA)                          | Ilías Kassidiáris        | 21 963       | 10,54        | 5,58         | 5           | 1             |        |               |  |  |  |  |
|                          | Parti communiste de Grèce (KKE)          | Nikos Sofianos           | 15 561       | 7,46         | 0,05         | 4           | 2             |        |               |  |  |  |  |
|                          | Autres partis                            | Autres candidats         |              | 9,18         | 9,32         | 5           | en stagnation |        |               |  |  |  |  |
|                          |                                          |                          |              |              |              |             |               |        |               |  |  |  |  |
| Votes valides            | Votes valides                            | Votes valides            |              | 95,13        |              | 148 147     | 94,53         |        |               |  |  |  |  |
| Votes blancs             | Votes blancs                             | Votes blancs             |              | 1,68         | 5 307        | 3,39        |               |        |               |  |  |  |  |
| Votes nuls               | Votes nuls                               | Votes nuls               |              | 3,19         | 3 265        | 2,08        |               |        |               |  |  |  |  |
| Total                    | Total                                    | Total                    |              | 100          | -            | 156 719     | 100           | 49     | en stagnation |  |  |  |  |
| Abstentions              | Abstentions                              | Abstentions              |              | 53,24        |              |             | 66,58         |        |               |  |  |  |  |
| Inscrits / Participation | Inscrits / Participation                 | Inscrits / Participation |              | 46,76        | 468 893      | 33,42       |               |        |               |  |  |  |  |